# Instrument structurel de préadhésion

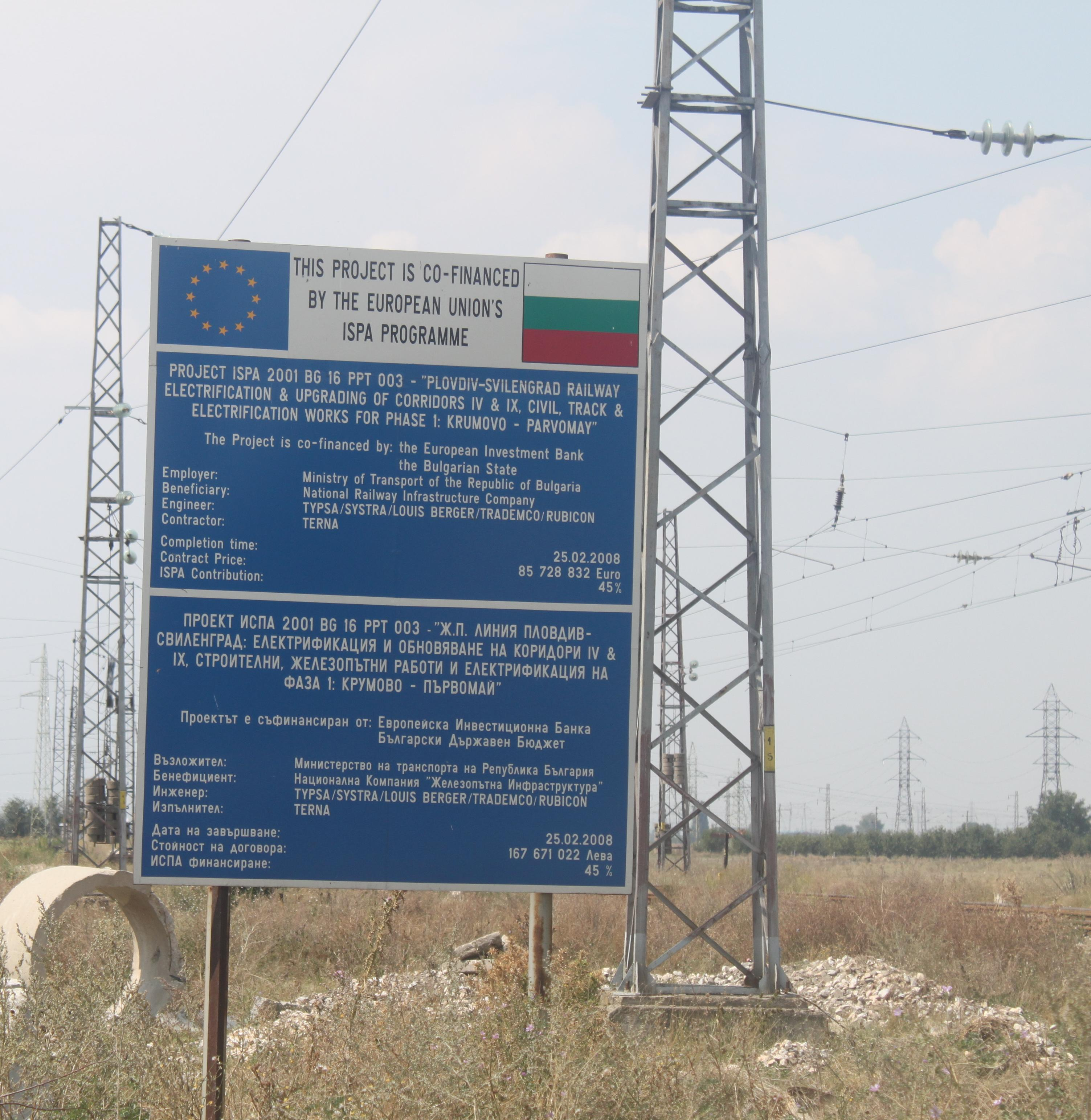
Projet ISPA en Bulgarie.

L'instrument structurel de préadhésion abrégé ISPA était l'un des instruments de préadhésion financés par l'Union européenne pour aider les pays candidats d'Europe centrale et orientale (Estonie, Hongrie, Lettonie, Lituanie, Pologne, Slovaquie, Slovénie et République tchèque, ainsi que la Bulgarie et la Roumanie) dans leurs préparatifs d'adhésion à l'Union européenne. Cette coopération visait à aider ces pays dans le domaine de la cohésion économique et sociale, et plus particulièrement de l'environnement et des transports pour la période 2000 - 2006, il a depuis été remplacé au sein du nouvel instrument d'aide de préadhésion.

## Objectifs
L'ISPA concerne des projets environnementaux qui permettent aux pays bénéficiaires de satisfaire aux exigences de la législation environnementale. En matière d'infrastructure de transport, les projets favorisent des modes de déplacement durables et l'interopérabilité des réseaux nationaux entre eux ainsi qu'avec les réseaux transeuropéens, de même que l'accès à ces réseaux. Ce programme prenait place dans le cadre des partenariats pour l'adhésion visant à rapprocher les pays candidats des États membres.

## Sources

## Compléments